# Havsbandslinjen

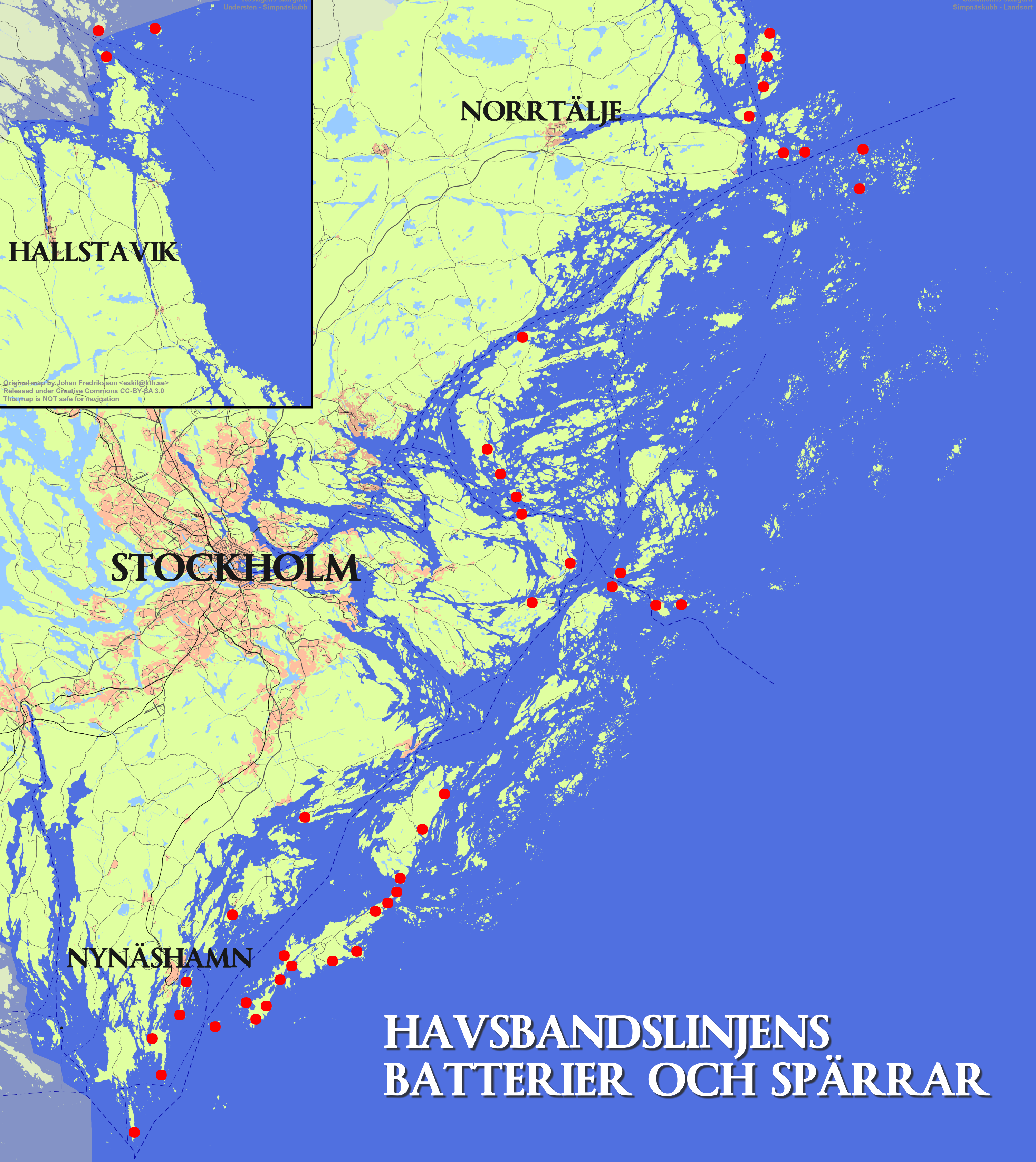
Översiktskarta över Stockholms skärgård med Havsbandslinjens batterier och spärrar.

Havsbandslinjen var en försvarslinje i Stockholms skärgård som anlades mellan åren 1933 och 1945 och ersatte Vaxholms yttre befästningslinje. Linjens artilleribatterier sträckte sig från Singö i norr till Landsort i syd. 15,2 cm batteriet, Landsort (batteri LO) var det första som började byggas. Samtliga batterierna avvecklades under 1960-talet och ersattes sedan av System ERSTA som togs ur drift år 2000.

## Historik
År 1933 fattade regeringen beslut om havsbandslinjens utbyggnad. Frågan om en yttre försvarslinje i Stockholms skärgård hade diskuterads sedan mitten av 1920-talet. Havsbandslinjen var en kedja artilleribatterier ute till havs till stöd för flottans operationer och för att skydda Stockholm och östra Mellansverige. De byggdes delvis med medel ur Palmqvistska fonden till Stockholms befästande och med hjälp av arbetslösa.
Havsbandslinjen skapades under en tidsperiod av tio år, från ingenting till en omfattande försvarslinje bestående av 48 batterier, 15 minspärrar och alla kringfunktioner som mätstationer, strålkastare, luftvärn, ledning, observationsplatser och kommandobunkrar. Det enda batteri som inte byggdes trots att det fanns med i ursprungsplanen var batteri ÖG på Öregrund. Batterierna i Havsbandslinjen  överspelades av kärnvapenhotet och började avvecklas under 1960-talet för att ersättas av ERSTA-batterierna som var i drift till år 2000.

## Batterierna
Den nordligaste befästningen i Havsbandslinjen var Batteri Roten på ön Stora och Lilla Roten. Den färdigställdes 1941 och hade en beväpning av bland annat fyra 15 cm kanoner m/40B, tre 57 mm kanoner m/89B, två 40 mm luftvärnsautomatkanoner m/36 samt fyra 20 mm luftvärnsautomatkanoner m/40. Dessutom fanns på öarna runtomkring mätstationer, observationsplatser och strålkastare.
Övriga batterier fanns bland annat på Arholma, Korsö (Batteri Korsö) utanför Sandhamn samt på Mellsten (Batteri Mällsten) och Järflotta (Batteri Järflotta) samtliga utanför Nynäshamn. Den sydligaste anläggningen var Batteri Landsort på Öja. Batteri LO färdigställdes 1937 och utrustades med tre 15 cm kanoner m/98B och två 40 mm luftvärnsautomatkanoner m/36. Samtliga batterierna byggdes på entreprenad och mot löpande räkning annars hade den snabba utbyggnaden inte varit möjligt.
Som bestyckning användes i början även äldre fartygspjäser från utrangerade fartyg och gamla kustartilleripjäser. Ett batteri bestod i regel av en kommandoplats och tre pjäser. Under andra världskriget byggdes och övades det på de olika batterierna runt om i havsbandet. Den absolut största och högsta beredskapen ägde rum under augusti 1943 då alla förband var inkallade och övade. Anledningen var att transiteringsavtalen med Tyskland hade sagts upp. 15,2 cm batteriet på Landsort var i bruk från 1938 till 1960-talet och Järflotta användes fram till 1990-tal som stabsplats.

## Historiska bilder

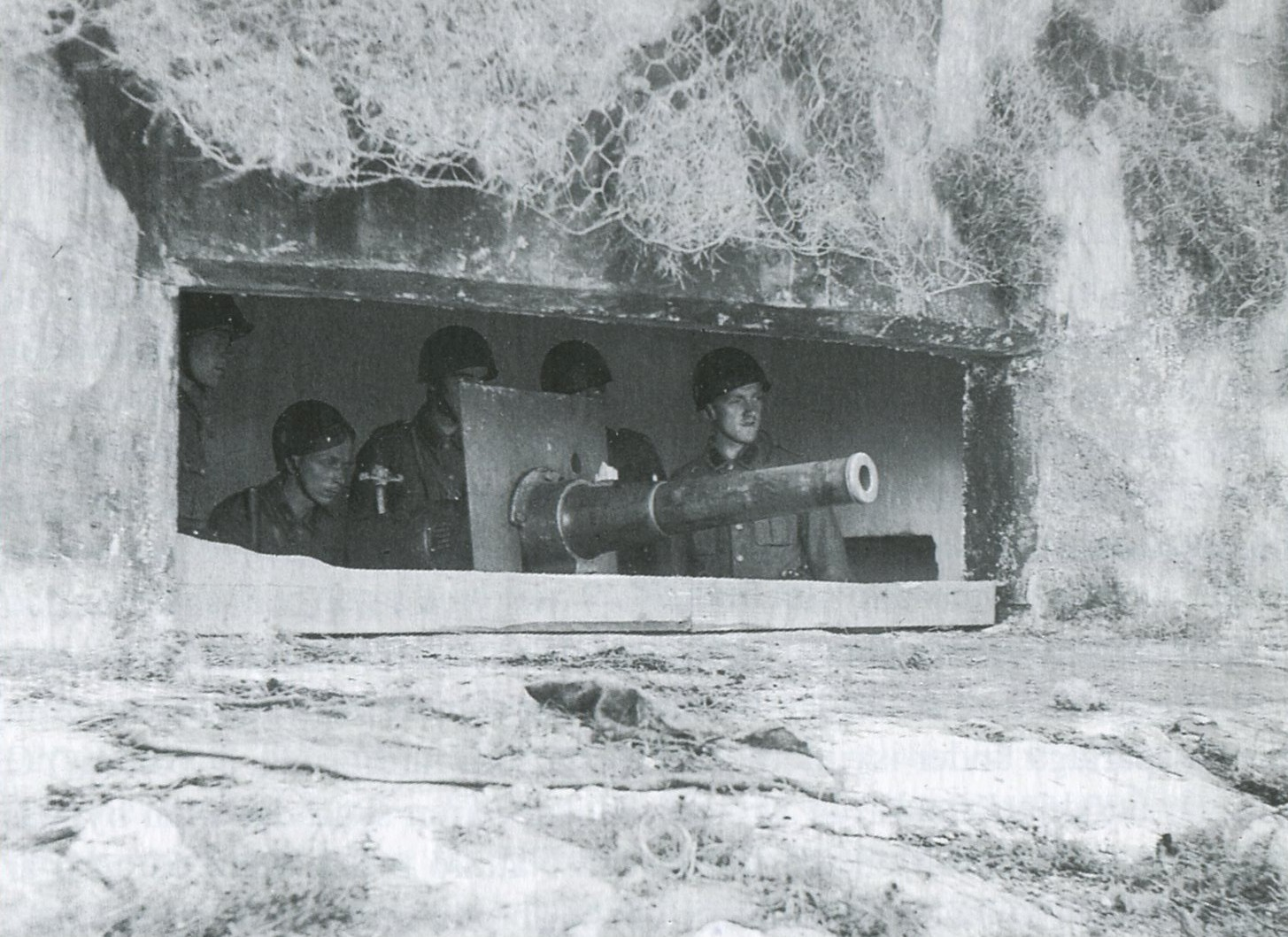
Batteri Mällsten 2, 1940.
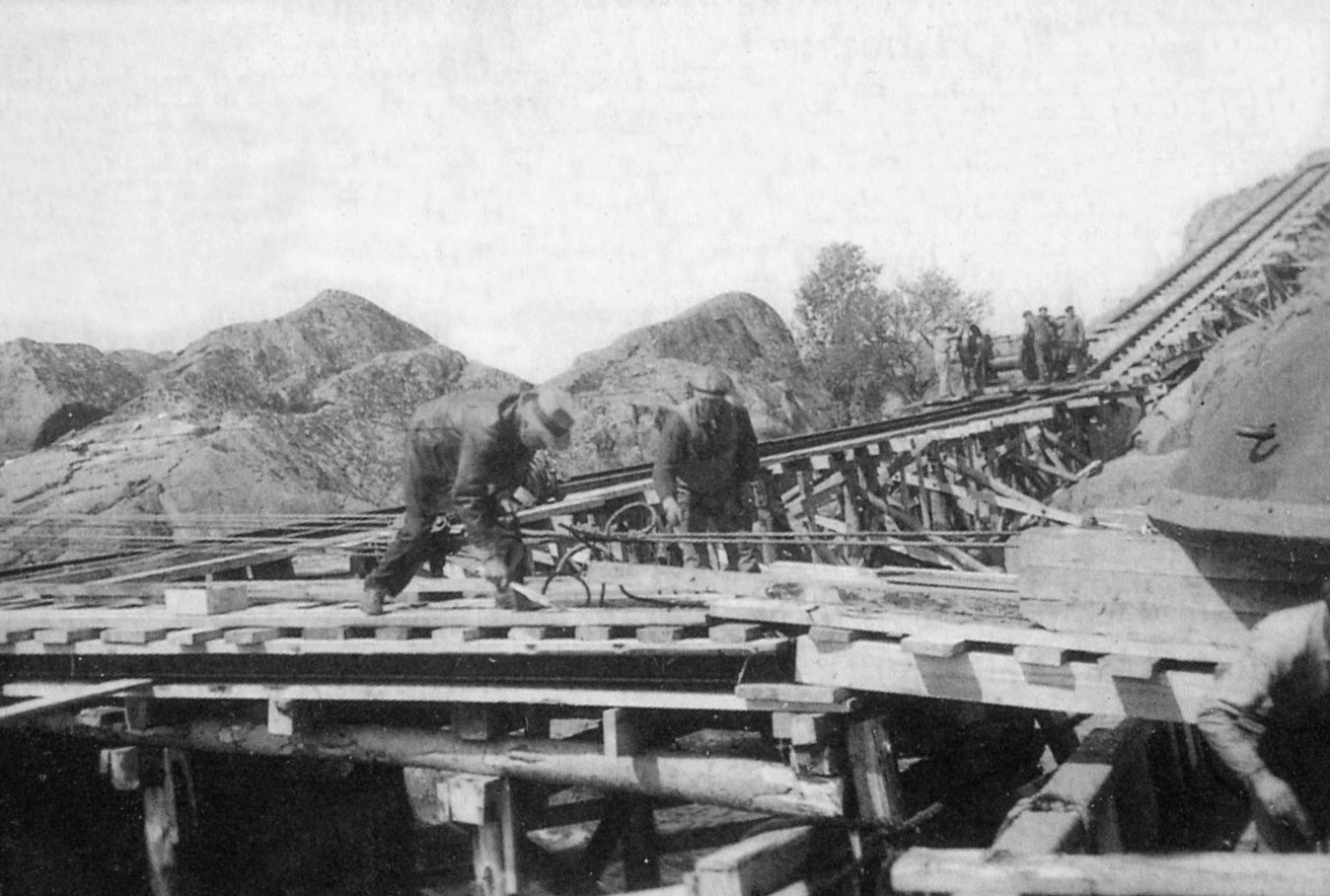
Batteri LO under byggnad 1933.
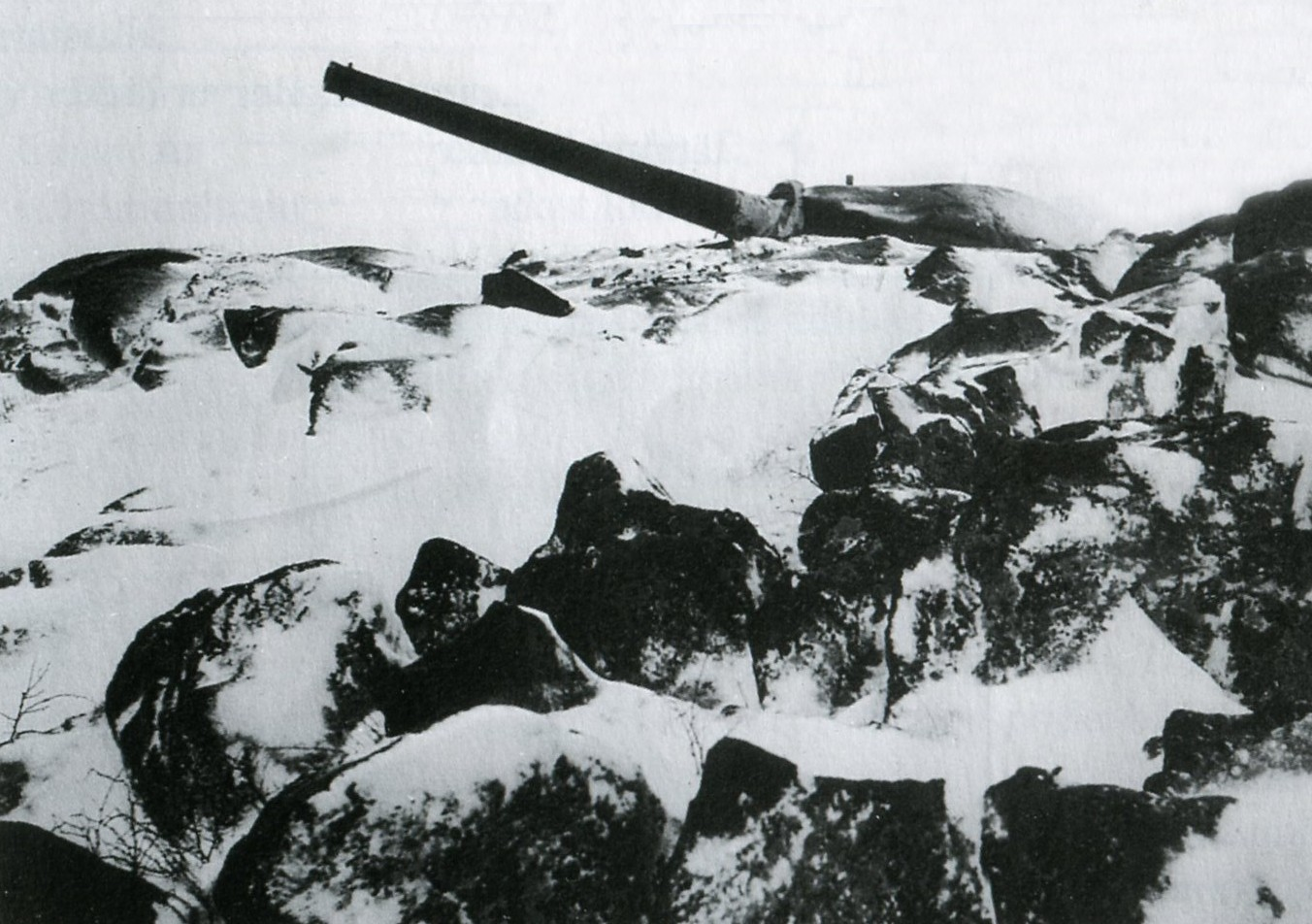
Batteri Landsort 1941.
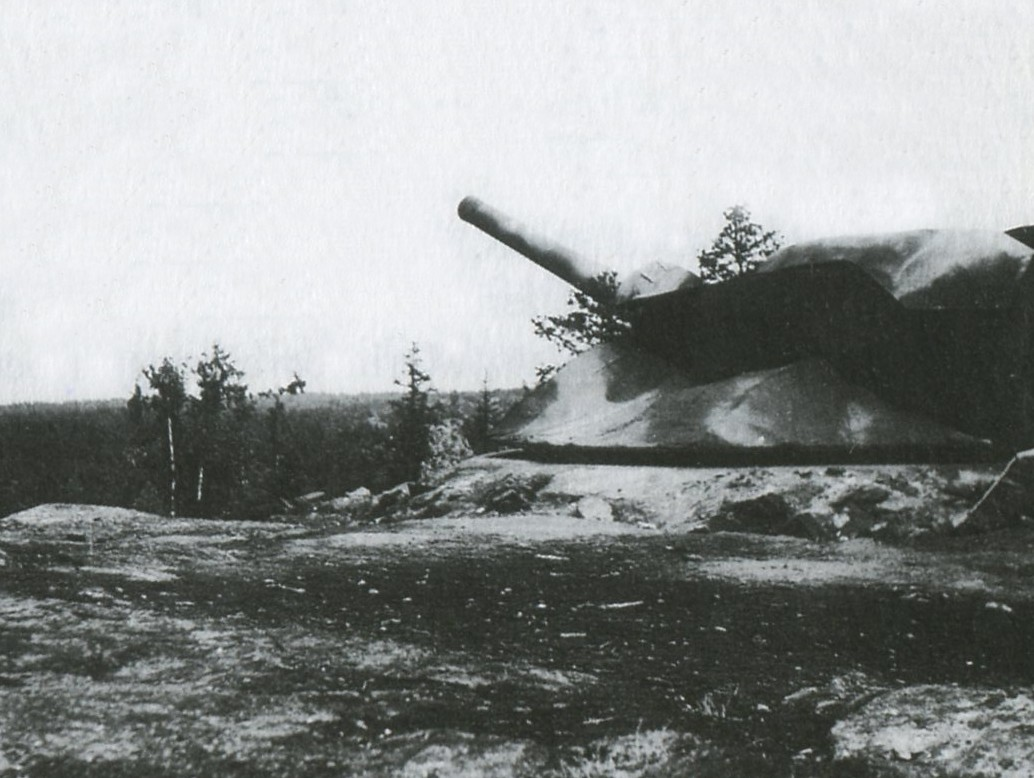
Batteri Järflotta på 1940-talet.

## Nutida bilder

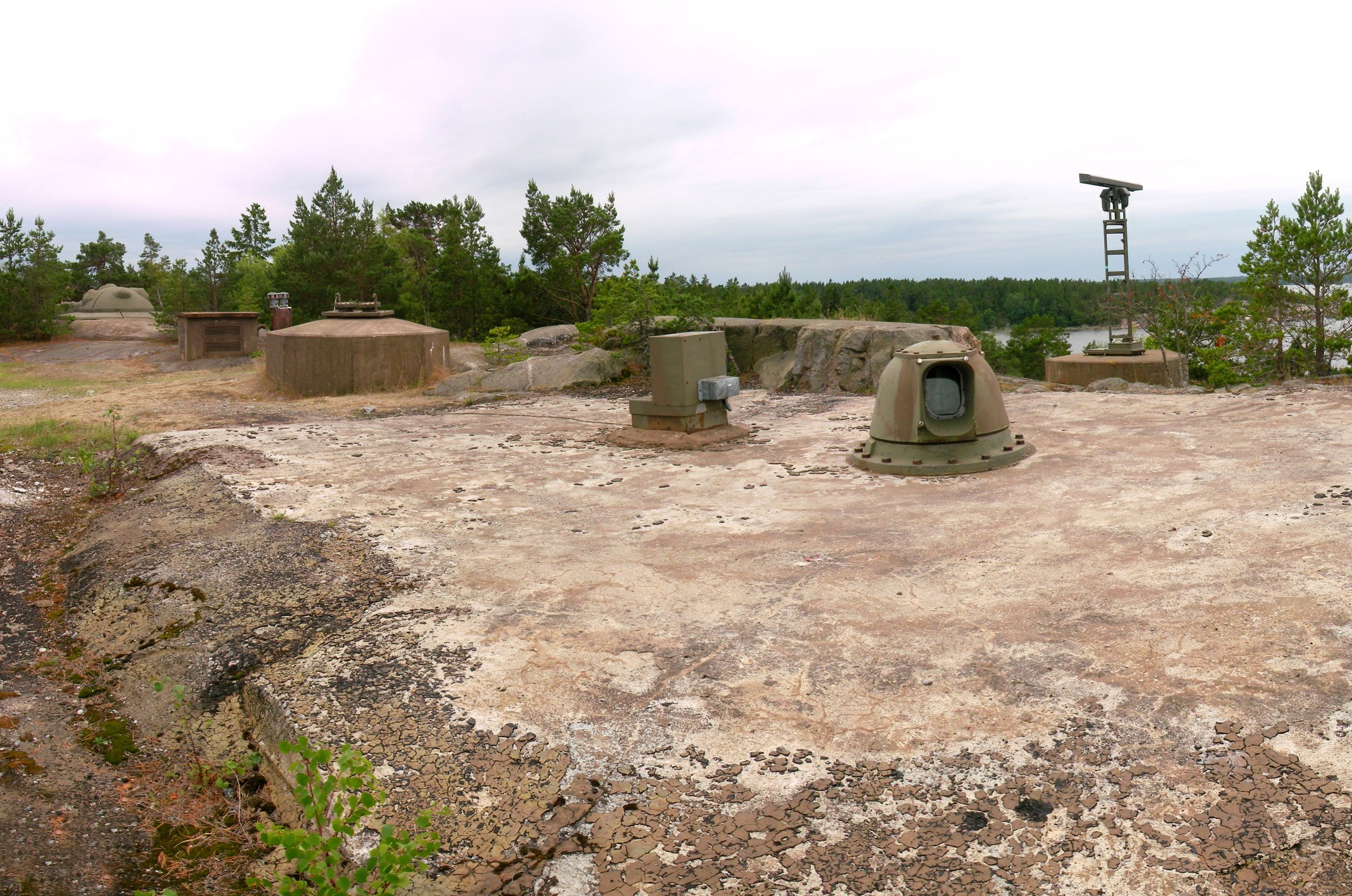
Batteri Arholma, 2010.
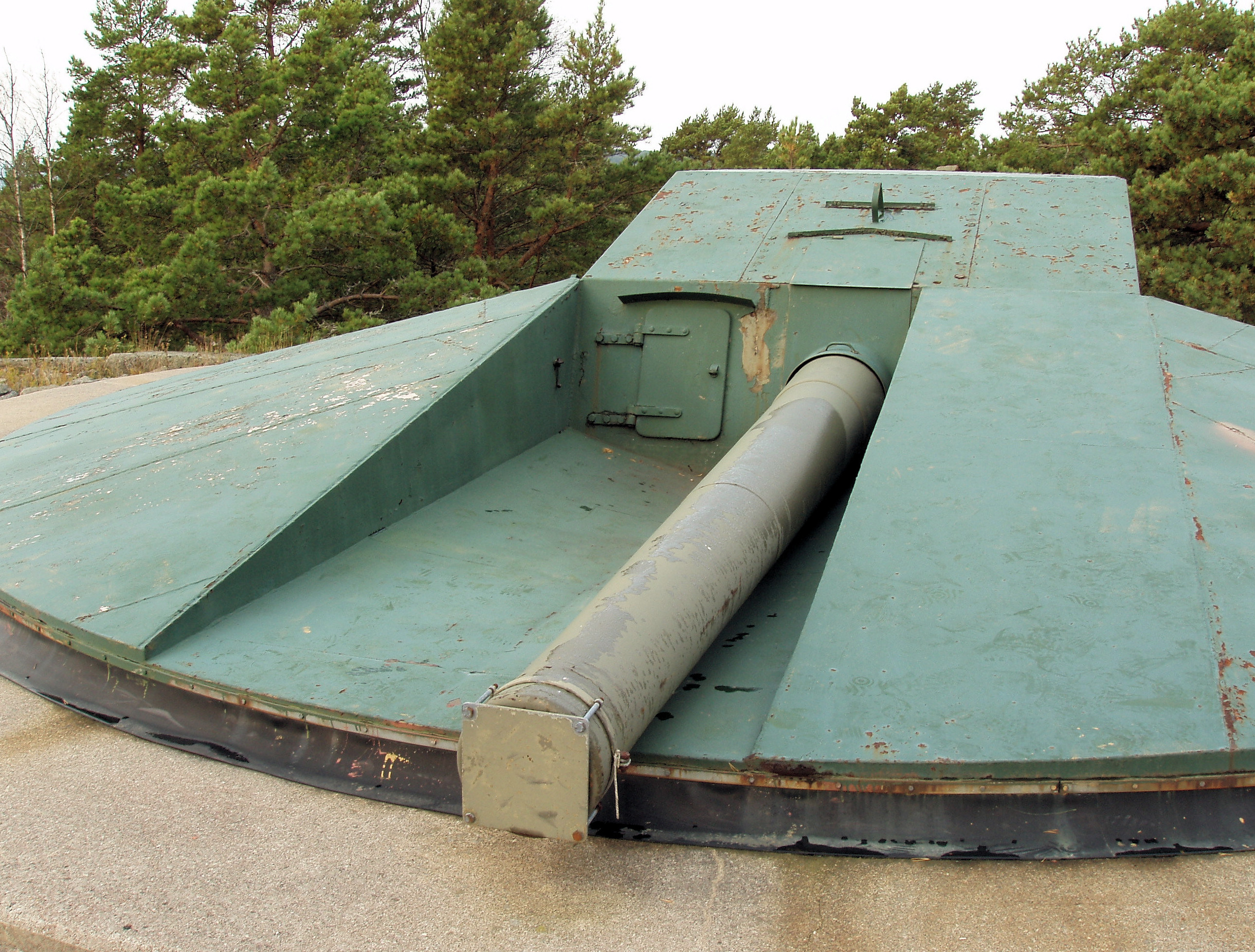
Batteri Korsö, 2007.
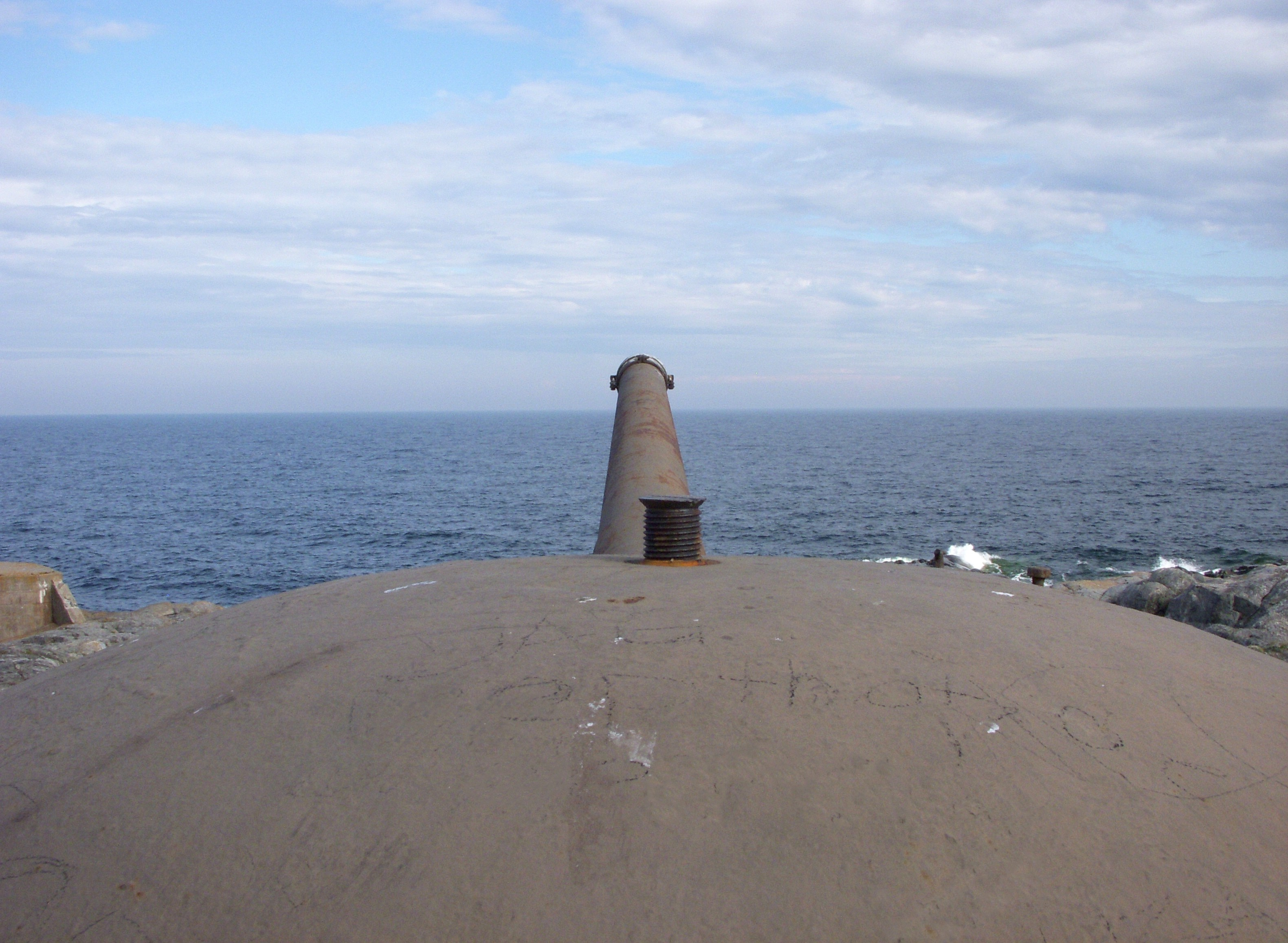
Batteri Landsort, 2011.
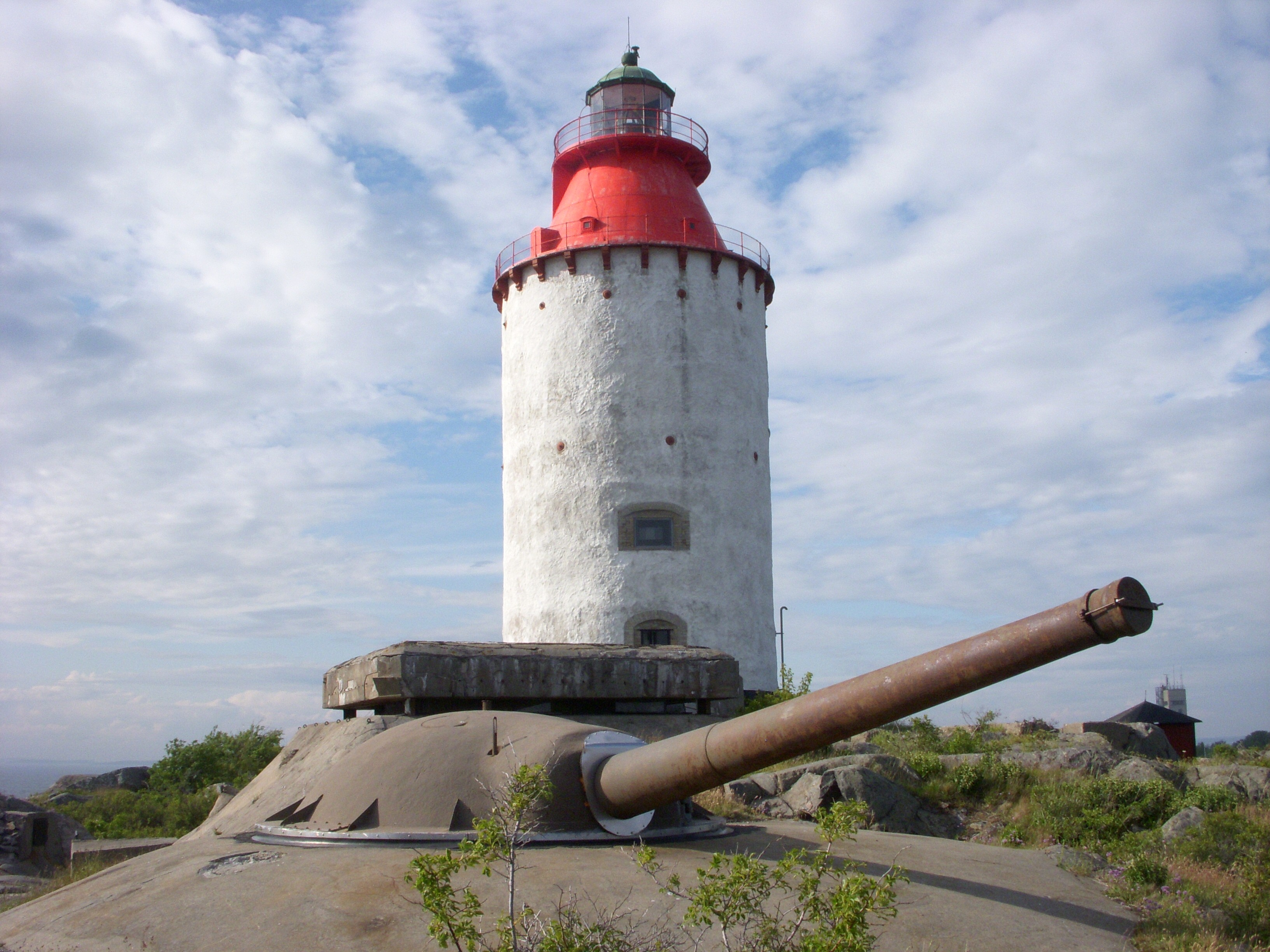
Batteri Landsort, Landsorts fyr.